# Trap Deccan

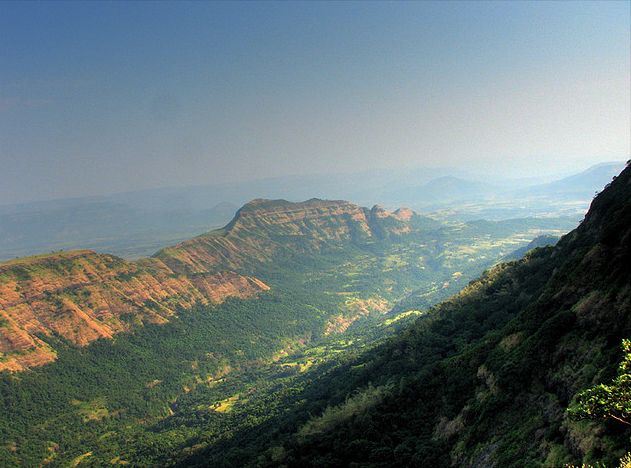
Trap Deccan nhìn từ Matheran, MH, Ấn Độ

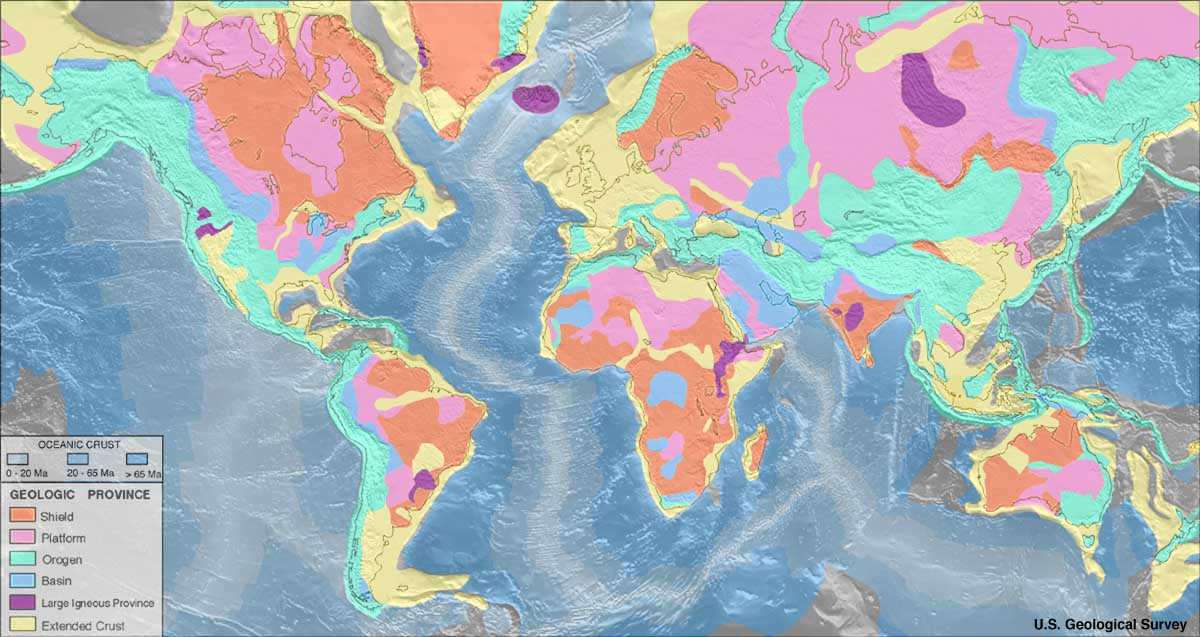
Trap Deccan có màu tìm đậm ở trên bản đồ địa chất Ấn Độ

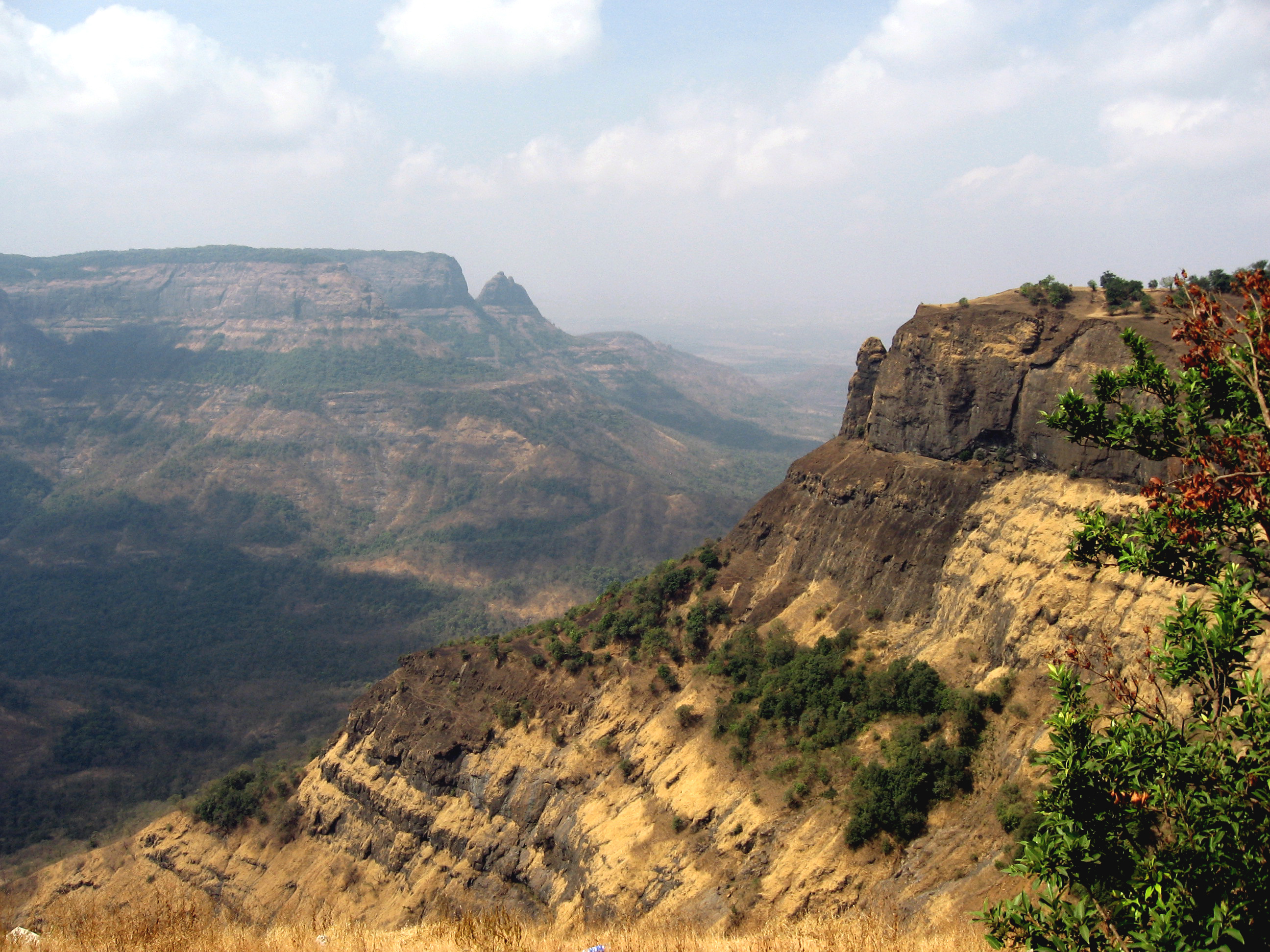
Trap Deccan gầnMatheran, phía đông Mumbai

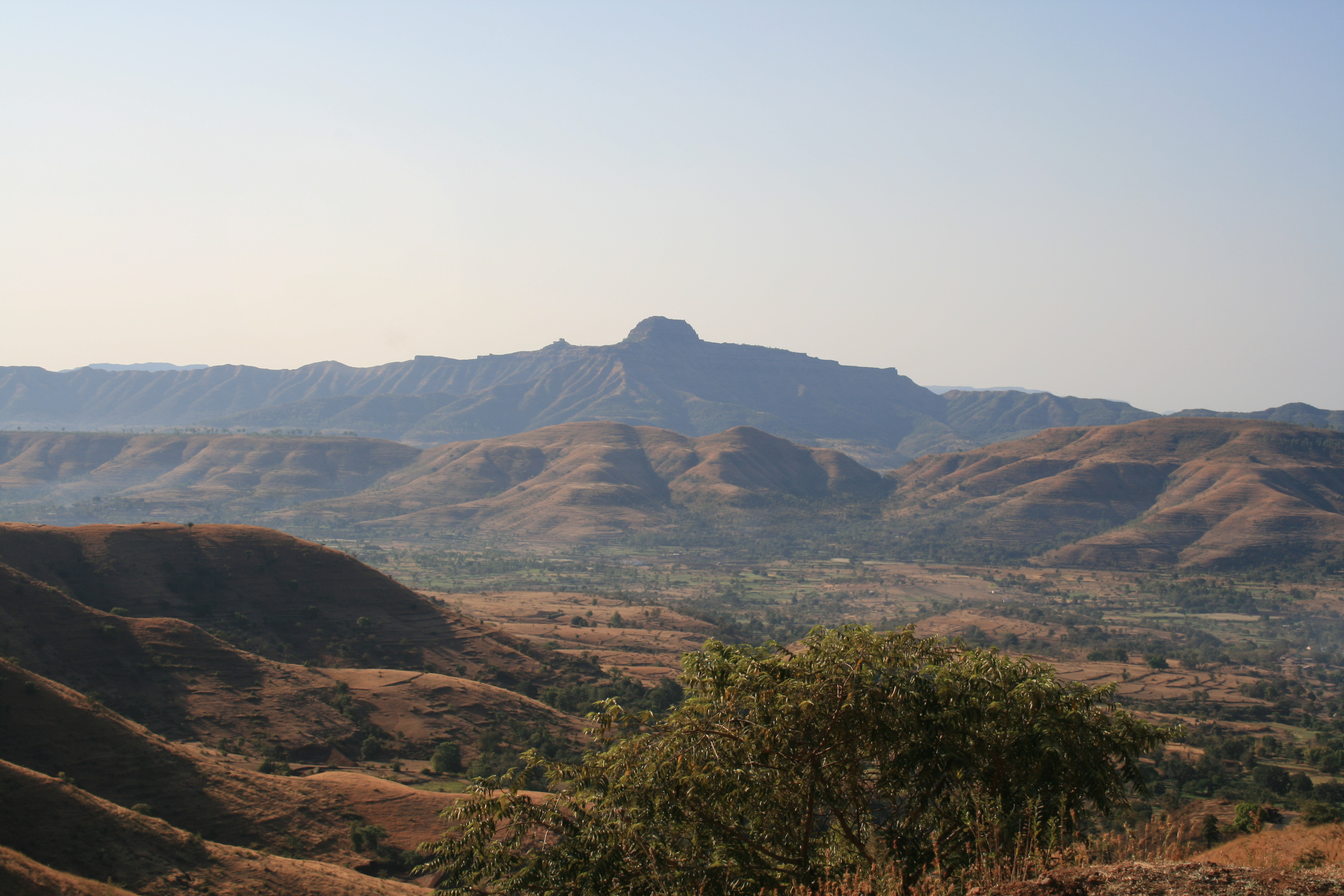
Trap Deccan gần Pune

Trap Deccan là một miền đá mácma lớn nằm trên cao nguyên Deccan vùng trung tây Ấn Độ (giữa 17°–24°N, 73°–74°E) là một trong những kiểu núi lửa lớn nhất Trái Đất. Chúng bao gồm nhiều lớp tầng bazan kiên cố hoá xếp chồng lên nhau dày hơn 2,000 m (6,562 ft) và bao phủ một diện tích 500,000 km² (193,051 sq mi) và một thể tích 512,000 km³ (123,000 cu mi). Thuật ngữ "trap", được dùng trong địa chất học cho các dạng thành hệ đá, có nguồn gốc từ "cầu thang" trong tiếng Thuỵ Điển và chỉ những ngọn đồi dạng tầng hình thành cảnh quan của khu vực.